# Jai Herbert
Jai Herbert (Wolverhampton, Inglaterra; 13 de mayo de 1988) es un artista marcial mixto británico que actualmente compite en la categoría de peso ligero de Ultimate Fighting Championship (UFC). Es el antiguo Campeón de Peso Ligero de Cage Warriors y también compitió en BAMMA.

## Primeros años
Herbert nació en Wolverhampton, Inglaterra. Pasó 14 años como andamista y trabajó a tiempo completo mientras competía como aficionado y profesional. No se dedicó a la lucha a tiempo completo hasta que firmó con la UFC. Como luchador amateur, Herbert compitió en el peso wélter y no consideró que el esfuerzo de un corte de peso mereciera la pena a ese nivel. En agosto de 2020, Herbert formó parte de la presentación de la equipación del Wolverhampton Wanderers.

## Carrera de artes marciales mixtas

### Carrera temprana
Después de ir 9-1 como amateur, Herbert hizo su debut profesional en MMA en 2015. Registró nocauts consecutivos en el segundo asalto con Full Contact Contender y más tarde firmó un contrato de cuatro combates con BAMMA.
El 14 de noviembre de 2015, Herbert hizo su debut promocional en BAMMA 23 y venció a Ben Bennett por nocaut en el segundo asalto. El 14 de mayo de 2016, obtuvo una sumisión en el segundo asalto contra Tony Morgan en BAMMA 25. El 16 de diciembre, sufrió su primera derrota contra el futuro luchador de la UFC Rhys McKee en un combate por el título de peso ligero en BAMMA 27.
En febrero de 2017, Herbert debía enfrentarse a Steve Owens en BAMMA 28, pero su oponente se vio obligado a retirarse por enfermedad el día anterior. El 12 de mayo, Herbert venció a Rick Selvarajah en BAMMA 29 por nocaut en el segundo asalto.
A finales de 2017, Herbert expresó su descontento sobre el emparejamiento de BAMMA. Debido a un exceso de reservas de combates por parte de la promoción, Herbert vio cómo se cancelaba un combate programado a última hora debido al número de entradas vendidas por los luchadores. Anunció que no volvería a pelear bajo la promoción BAMMA y posteriormente firmó con Cage Warriors.

### Cage Warriors
El 16 de junio de 2018, Herbert se enfrentó a Erdi Karatas en Cage Warriors 94. Ganó por decisión unánime en el evento coestelar. A continuación, debía luchar contra Donovan Desmae en Cage Warriors 98, pero tuvo que retirarse dos semanas antes del combate. El 8 de diciembre, regresó con un nocaut en el primer asalto contra Joe McColgan en Cage Warriors 100.
El 2 de marzo de 2019, Herbert apareció en el evento coprincipal en Cage Warriors 102 y venció a Steve O'Keefe a través de un nocaut en el primer asalto. Luego se le dio su primera oportunidad de título con la promoción y venció a Jack Grant en Cage Warriors 106 para reclamar el vacante Campeonato de Peso Ligero. El 26 de octubre, defendió con éxito su título contra Cain Carrizosa en Cage Warriors 109 por nocaut en el primer asalto.

### Ultimate Fighting Championship
En enero de 2020, Herbert firmó con la UFC. Debía enfrentarse a Marc Diakiese como sustituto en UFC Fight Night: Woodley vs. Edwards en marzo, pero el evento se canceló posteriormente debido a la pandemia de COVID-19.
El 25 de julio de 2020, Herbert se enfrentó a Francisco Trinaldo en UFC on ESPN: Whittaker vs. Till. Perdió el combate por nocaut en el tercer asalto.
Herbert se enfrentó a Renato Moicano el 26 de junio de 2021 en UFC Fight Night: Gane vs. Volkov. Perdió el combate por sumisión en el segundo asalto.
Herbert se enfrentó a Khama Worthy el 23 de octubre de 2021 en UFC Fight Night: Costa vs. Vettori. Ganó el combate por TKO en el primer asalto.
El 19 de marzo de 2022 en UFC Fight Night: Vólkov vs Aspinall, se enfrentó a Ilia Topuria. Perdió el combate por KO en el segundo asalto.
El 23 de julio de 2022 en UFC Fight Night: Blaydes vs. Aspinall, se enfrentó a Kyle Nelson. Ganó el combate por decisión unánime.
Herbert se enfrentó a Ľudovít Klein el 18 de marzo de 2023 en UFC 286. Quedando el combate en empate tras tres asaltos.
El 22 de julio de 2023 en UFC Fight Night: Aspinall vs. Tybura, se enfrentó a Farés Ziam. Perdió el combate por decisión unánime.
El 3 de agosto de 2024 en UFC on ABC: Sandhagen vs. Nurmagomedov, se enfrentó a Rolando Bedoya. Ganó el combate por decisión unánime.

## Campeonatos y logros

### Artes marciales mixtas
- Cage Warriors
  - Campeonato de Peso Ligero de Cage Warrios (una vez)
    - Una defensa exitosa del título

  - Campeonato de Peso Ligero de la Academia Cage Warriors (una vez)

## Récord en artes marciales mixtas
| Resultado | Récord | Oponente           | Método                                 | Evento                                 | Fecha                   | Ronda | Tiempo | Localización      | Notas                                                               |
| --------- | ------ | ------------------ | -------------------------------------- | -------------------------------------- | ----------------------- | ----- | ------ | ----------------- | ------------------------------------------------------------------- |
| Victoria  | 13-5-1 | Rolando Bedoya     | Decisión (unánime)                     | UFC on ABC: Sandhagen vs. Nurmagomedov | 3 de agosto de 2024     | 3     | 5:00   | Abu Dhabi         |                                                                     |
| Derrota   | 12-5-1 | Farès Ziam         | Decisión (unánime)                     | UFC Fight Night: Aspinall vs. Tybura   | 22 de julio de 2023     | 3     | 5:00   | Londres           |                                                                     |
| Empate    | 12-4-1 | Ľudovít Klein      | Empate (mayoritario)                   | UFC 286                                | 18 de marzo de 2023     | 3     | 5:00   | Londres           |                                                                     |
| Victoria  | 12-4   | Kyle Nelson        | Decisión (unánime)                     | UFC Fight Night: Blaydes vs. Aspinall  | 23 de julio de 2022     | 3     | 5:00   | Londres           |                                                                     |
| Derrota   | 11-4   | Ilia Topuria       | KO (puñetazo)                          | UFC Fight Night: Vólkov vs Aspinall    | 19 de marzo de 2022     | 2     | 1:07   | Londres           |                                                                     |
| Victoria  | 11-3   | Khama Worthy       | TKO (puñetazos)                        | UFC Fight Night: Costa vs. Vettori     | 23 de octubre de 2021   | 1     | 2:47   | Las Vegas, Nevada |                                                                     |
| Derrota   | 10-3   | Renato Moicano     | Sumisión (estrangulamiento por detrás) | UFC Fight Night: Gane vs. Volkov       | 26 de junio de 2021     | 2     | 4:36   | Las Vegas, Nevada |                                                                     |
| Derrota   | 10-2   | Francisco Trinaldo | TKO (puñetazo)                         | UFC on ESPN: Whittaker vs. Till        | 25 de julio de 2020     | 3     | 1:30   | Abu Dhabi         | Combate de peso acordado (160 libras); Trinaldo no alcanzó el peso. |
| Victoria  | 10-1   | Cain Carrizosa     | KO (rodillazo)                         | Cage Warriors 109                      | 26 de octubre de 2019   | 1     | 3:26   | Birmingham        | Defendió el Campeonato de Peso Ligero de CW.                        |
| Victoria  | 9-1    | Jack Grant         | TKO (puñetazos)                        | Cage Warriors 106                      | 29 de junio de 2019     | 3     | 3:22   | Londres           | Ganó el Campeonato de Peso Ligero de CW.                            |
| Victoria  | 8-1    | Steve O'Keefe      | TKO (puñetazos)                        | Cage Warriors 102                      | 2 de marzo de 2019      | 1     | 4:07   | Londres           |                                                                     |
| Victoria  | 7-1    | Joe McColgan       | TKO (puñetazos)                        | Cage Warriors 100                      | 8 de diciembre de 2018  | 1     | 2:00   | Cardiff           |                                                                     |
| Victoria  | 6-1    | Erdi Karatas       | Decisión (unánime)                     | Cage Warriors 94                       | 16 de junio de 2018     | 3     | 5:00   | Amberes           |                                                                     |
| Victoria  | 5-1    | Rick Selvarajah    | TKO (puñetazos)                        | BAMMA 29                               | 12 de mayo de 2017      | 2     | 0:37   | Birmingham        |                                                                     |
| Derrota   | 4-1    | Rhys McKee         | KO (puñetazos)                         | BAMMA 27                               | 16 de diciembre de 2016 | 1     | 4:47   | Dublín            | Por el vacante Campeonato de Peso Ligero de BAMMA.                  |
| Victoria  | 4-0    | Tony Morgan        | Sumisión (estrangulamiento por detrás) | BAMMA 25                               | 14 de mayo de 2016      | 2     | 2:19   | Birmingham        |                                                                     |
| Victoria  | 3-0    | Ben Bennett        | KO (patada al cuerpo)                  | BAMMA 23                               | 14 de noviembre de 2015 | 2     | 3:59   | Birmingham        |                                                                     |
| Victoria  | 2-0    | Martin Sweeney     | TKO (puñetazos)                        | Full Contact Contender 13              | 20 de junio de 2015     | 2     | 0:41   | Horwich           |                                                                     |
| Victoria  | 1-0    | Omid Muhammadi     | TKO (puñetazos)                        | Full Contact Contender 12              | 28 de marzo de 2015     | 2     | 0:22   | Horwich           |                                                                     |